# 忠次旅日記
『忠次旅日記』（ちゅうじたびにっき）は、1927年（昭和2年）に日活大将軍撮影所で製作された日本映画である。第1部「甲州殺陣篇」、第2部「信州血笑篇」、第3部「御用篇」の三部からなる。監督は伊藤大輔、主演は大河内傳次郎。「忠次三部作」「忠次三部曲」と総称される。長らくフィルムが紛失し「幻の映画」となっていたが、1991年に約89分のフィルムが発見された。

## 概要
「国定忠次は鬼より怖い。にっこり笑って人を斬る」と歌われた幕末の上州（現群馬県）の侠客国定忠次は、悪代官をこらしめ農民を救う英雄として講談、浪曲や大衆演劇で人気を集め、大正時代には澤田正二郎演じる新国劇の舞台や尾上松之助主演による映画化が行われていた。
1926年（大正15年）に日活に入社した伊藤大輔は、同年の時代劇映画『長恨』でコンビを組んだ第二新国劇出身の若手俳優、大河内傳次郎を使って従来の颯爽とした英雄忠次像を廃し、子分に裏切られて破滅していく人間くさい忠次像を映画化しようとした。だが、経営陣は、松之助が演じた従来の忠次像にこだわり許可しなかったので、止む無く伊藤は第1部「甲州殺陣篇」でヒーローとしての忠次を描き、続く第2部、第3部で本来のテーマを表現した。伊藤大輔はのちに「無頼漢の忠次とは何事だと横槍が出て、仕方なしに『血笑篇』と『御用篇』のテーマは残して、最初に『甲州殺陣篇』と言う無意味な立ち回りを撮ったんです。その立ち回りが当たったんで、松之助さんも病没したことではあるし、まあ続けてあともやれということで……そんな時代の産物でしたよ、あの忠次は」と回想している。
映画は同時代の観客や批評家から高く評価された。大掛かりな移動撮影、暗闇に浮かぶ御用提灯といった表現主義的な技法、大河内傳次郎ら役者陣の演技、激しい立ち回り、瑞々しいリリシズム、字幕の巧妙な使用などが、従来の時代劇にはない魅力として当時の映画批評で指摘されている。
作品は大ヒットし、芸術的にも高く評価され、昭和2年度のキネマ旬報ベストテンに第2部が第1位、第3部が第4位にランクインしている。監督・伊藤大輔、主演・大河内伝次郎、撮影・唐沢弘光のトリオは以後、『新版大岡政談』『興亡新撰組』『御誂次郎吉格子』などを手がけていく。

## フィルムの発見と復元
『忠次旅日記』のオリジナルネガは紛失し、上映用のフィルムも1950年代頃には失われていた。伊藤大輔自身が、第1部の出来に不満があり、総集篇を作る際に第1部を採用していない。第2部と第3部のフィルムと脚本も散逸し、第3部の1分間の断片シーンが玩具フィルムとして残されているのみだった。しかし、1991年12月、広島県の民家の蔵から可燃性の35㎜フィルムが発見された。フィルムは広島市映像文化ライブラリーを経て、東京国立近代美術館フィルムセンターで復元作業が行われた。フィルムは第2部の一部と第3部の大部分、計89分であることが分かった（欠落部分を埋めるために『國定忠治 信州子守唄』も挿入されていた）。1992年10月10日、11日、同センターで復元版が公開され約3000人が入場した。2011年7月にはフィルムセンターが着色及びデジタルリマスタリング化を行った106分の「デジタル復元・再染色版」が上映された（24コマ上映のため本来の上映時間よりも長くなっている）。9月には衛星劇場で放送された。その後、第1部の冒頭1分も発見されている。

## ランキング
- 1959年：「日本映画60年を代表する最高作品ベストテン」（キネマ旬報社発表）第1位
- 1979年：「日本公開外国映画ベストテン（キネ旬戦後復刊800号記念）」（キネ旬発表）
  - 第9位（『信州血笑篇』）
  - 第17位（『御用篇』）
- 1989年：「大アンケートによる日本映画ベスト150」（文藝春秋発表）第42位（サイレント映画としては小津安二郎の『大人の見る絵本 生れてはみたけれど』（31位）に次いで高い順位である）
- 1995年：「オールタイムベストテン・日本映画編」（キネ旬発表）第14位
- 1999年：「映画人が選ぶオールタイムベスト100・日本映画編（キネ旬創刊80周年記念）」（キネ旬発表）第82位

## 第一部「甲州殺陣篇」
『忠次旅日記 第一部 甲州殺陣篇』（ちゅうじたびにっき だいいちぶ こうしゅうたてへん）は、1927年製作・公開のサイレント映画、剣戟映画である。上記の通り、フィルムは現存していないとされていたが、劇場版フィルムから切り出され、市販された冒頭1分の断片が発見されており（検閲の整理番号が残されている）、早稲田大学演劇博物館が所蔵している。

### あらすじ
甲州の山中、捕り手に追われ谷川に飛びこんだ忠次は、水晶掘りのお玉と三吉の姉弟に救われる。二人は遺産の水晶鉱山を、叔父で顔役の文太と十手持ちの博徒八幡屋兵蔵に奪われ、不自由な暮らしを強いられていた。その後、文太と兵蔵がお玉を拉致し大金を奪った事に怒った忠次は、水晶商人に変装して八幡屋のもとを尋ね、正体を明かして姉弟の危機を救う。その帰り道に待ち伏せていた悪人を倒し、姉弟に別れを告げていずこともなく去っていく。

### スタッフ
- 監督・原作・脚本：伊藤大輔
- 撮影：奥阪武男

### キャスト
- 国定忠次：大河内伝次郎
- 風間三吉：市川市丸
- その姉・お玉：木下千代子
- 八幡屋兵蔵：嵐珏松郎
- 相馬の半次：嵐岡若
- 風間の文太：中村仙之助
- 唄馬鹿五平：片岡小亀
- 三ツ口源次：尾上竹雀
- 疳虫の勘十：金山欣二郎
- 酌婦・お柳：沢村春子

## 第二部「信州血笑篇」
『忠次旅日記 第二部 信州血笑篇』（ちゅじたびにっき だいにぶ しんしゅうけっしょうへん）は、1927年製作・公開のサイレント映画、剣戟映画である。上記の通り一部が現存している。
同年に伊藤はマキノトーキー製作所の設立祝いにと、マキノ正博へ本三部作の脚本を送った。これを元にして、1936年にマキノが製作した『國定忠治 信州子守唄』は本篇を元にしており、大半が失われているものの、本篇の内容を補完することが可能である（実際、再発見された本篇フィルムにも『國定忠治 信州子守唄』の一部が挿入されていた）。

### あらすじ
悪代官を斬って赤城山に立てこもった忠次は役人に襲われたが、そのときの誤解から友人御室の勘助を死なせてしまい、償いのため勘助の遺児・勘太郎を連れて放浪の旅に出る。仇である自分を親のように慕う勘太郎に、忠次は心からの愛情をそそぎながらも今後のことを思い、信州の顔役壁安こと壁安左衛門に勘太郎の身柄を預けようとするが、かつての子分が自分の名を騙って盗賊をすることを知る。怒りと失望に愕然とする忠次。子分は申し訳なさに自害、「身内には盗賊はいない」と思っていた忠次は恥じて勘太郎とともに壁安の家を出る。そのころ忠次の持病の中風が悪化し利き腕の右手が利かなくなる。頼りにしていた子分や友人にも次々と裏切られ、探索の手はきびしくなるばかり。次々と二人を襲う危機を何とかして切り抜けるが、最早、子連れの逃避行は出来なくなってきた。二人の身を案じる壁安の命をうけ追いついてきた子分・三つ木の文蔵の説得に、忠次は泣く泣く勘太郎と別れ、朝焼けの中を一人おちのびる。

### スタッフ
- 監督・原作・脚本：伊藤大輔
- 撮影：渡会六蔵

### キャスト
- 国定忠次：大河内伝次郎
- 御室の勘助：實川延一郎
- 倅・勘太郎：中村英雄
- 板割の浅太郎：岡崎晴夫
- 三ツ木の文蔵：阪本清之助
- 碇床の松吉：金子鐵郎
- 壁安左衛門：中村吉次
- 加部谷の音吉：大島猛
- 松田の十兵衛：嵐岡若
- 阿坂の政吉：朝日奈勇二郎
- 小銀：九條和子
- お蔦：光山朝子

## 第三部「忠次御用篇」

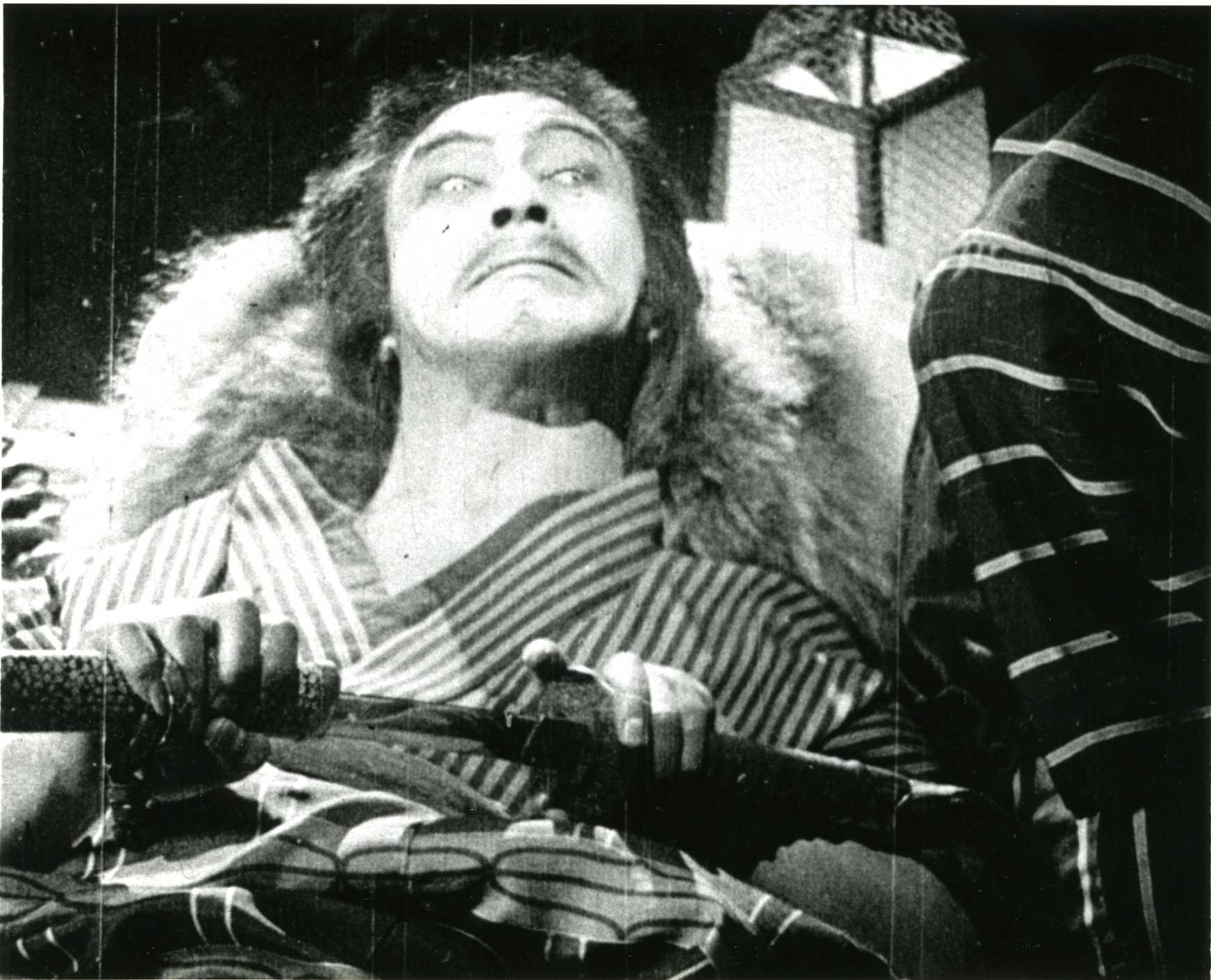
「忠次旅日記　第3部　御用編」病身で刀が抜けず、無念の表情の忠次（大河内傳次郎）

『忠次旅日記 第三部 御用篇』（ちゅうじたびにっき だいさんぶ ごようへん）は、1927年製作・公開のサイレント映画、剣戟映画である。現在フィルムが残っている「復元版」の大半は、この第3部からなっている。

### あらすじ
越後長岡の造り酒屋澤田屋に定吉という偽名で番頭として潜伏していた忠次は、束の間の平穏な時期を過ごしている。澤田屋の娘・お粂に告白されるが、自分の境遇では受け入れられないと悩む。澤田屋の息子・銀次郎は博打にはまり、遊女の信夫に金を貢ぎ、定吉の名前で手紙を書くのだが、その手紙を読んだお粂は、定吉が遊女の信夫を愛しているのだと勘違いする。
ある日、銀次郎は信夫と逃げようとして失敗、危機を救うために悪人の鷲津の音蔵に正体を明かし、捕り手に追われる羽目になる。澤田屋とお粂との犠牲で窮地を脱した忠次は病苦に苦しみながらようやく上州に帰り、成長した勘太郎に会いに行くが、お尋ね者の身では声をかけることすら出来ない。忠次は病気と心痛のあまり山中で倒れ、役人に捕らえられる。そのことを知った文蔵ら子分たちは護送途中の忠次を救い、戸板に乗せて妾のお品が待つ国定村に帰る。寝たきりの忠次を、村人や身内は献身的に看護する。だが、裏切り者が出て隠れ家は捕り手に包囲される。忠次を守るべく子分たちは奮戦するが一人また一人倒され、役人中山精一郎に諭された忠次はお品もろとも縄につく。

### スタッフ
- 監督・原作・脚本：伊藤大輔
- 撮影：唐沢弘光

### キャスト
- 国定忠次：大河内伝次郎
- お品：伏見直江
- 澤田屋喜兵衛：磯川元春
- 倅・銀次郎：村上英二
- 娘・お粂：沢蘭子
- 鷲津の音蔵：尾上華丈
- 遊女・信夫：秋月信子
- 野々村宗兵衛：浅尾与昇
- 捕手・勇作：中村梅之助
- 老僕・嘉十：中村時五郎
- 横川の勘八：尾上多摩蔵
- 乾分・野呂松：市川左雁次
- お釈迦の源次：尾上卯多五郎
- 勘太郎：中村英雄
- 三ツ木の文蔵：阪本清之助
- 板割の浅太郎：岡崎晴夫
- 松井田の喜蔵：本田繁太郎
- 足利の権蔵：市川正之助
- 成家の三代太郎：石井貫治
- 保積の卯之助：浅見勝太郎
- 高崎の重吉：市川百之助
- 清水の巌鉄：中村紅果
- お茶を運ぶ老人：嵐亀三郎
- 中山精一郎：嵐璃左衛門